# Gerlinde Gräfin von Westphalen

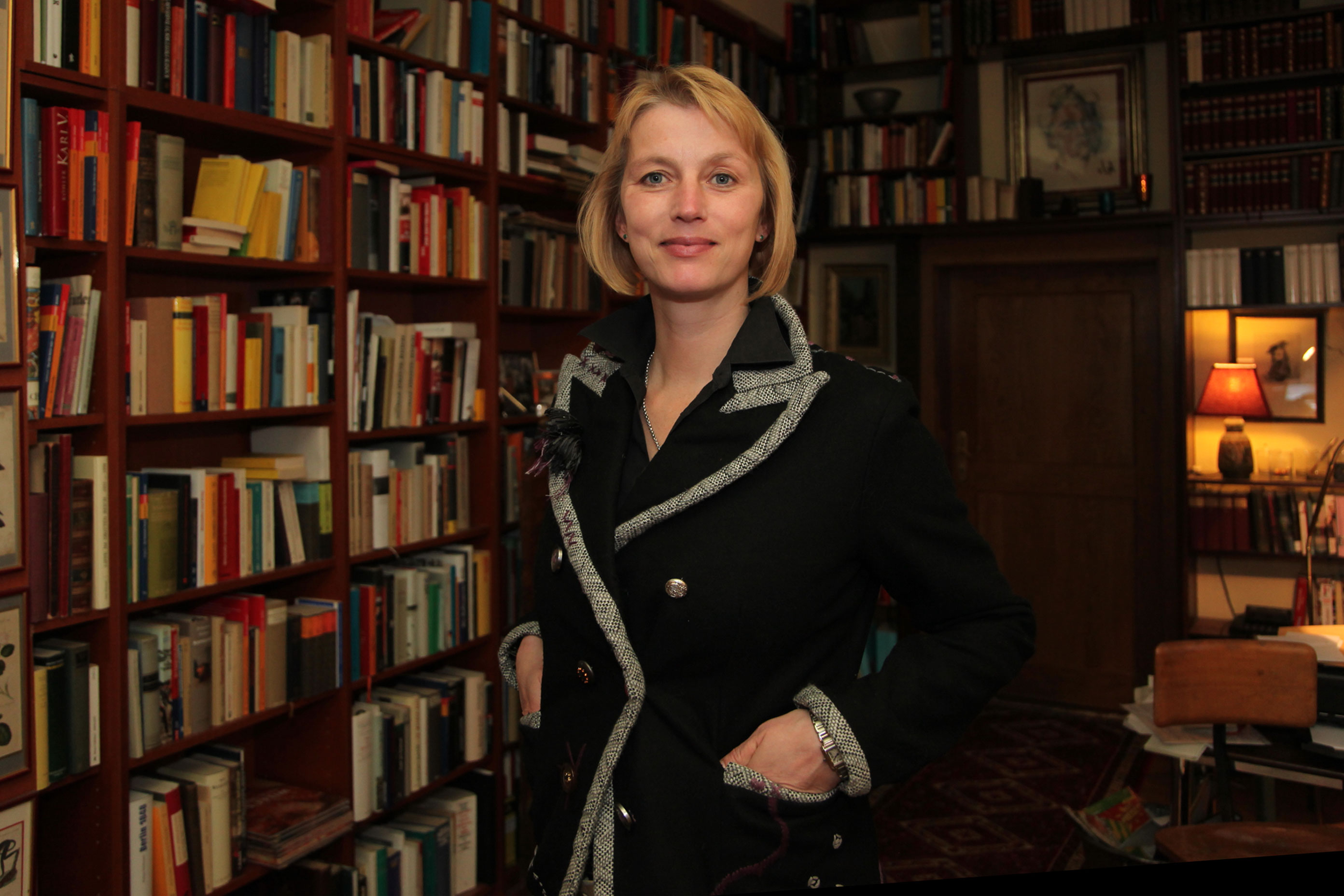
Gerlinde Gräfin von Westphalen in der Bibliothek auf Burg Großbodungen (2016)

Gerlinde Gräfin von Westphalen (* 25. März 1966 in Simmern als Gerlinde Sommer) ist eine deutsche Galeristin, Publizistin und Kuratorin.

## Leben
Gerlinde Gräfin von Westphalen wurde 1966 in Simmern als Gerlinde Sommer geboren. Aufgewachsen ist sie mit zwei Geschwistern im Elternhaus in Hinzerath, einem Ortsteil der Gemeinde Morbach im Landkreis Bernkastel-Wittlich.
Nach dem Abitur 1985 am Nikolaus-von-Kues-Gymnasium in Bernkastel-Kues studierte sie ab 1985 Germanistik, Philosophie und Politikwissenschaft an den Universitäten Trier, Köln und Berlin. 1991 schloss sie das Studium mit Diplom in Politikwissenschaft an der FU Berlin ab. 1996 folgte die Promotion zum Dr. phil. an der Universität Halle-Wittenberg bei Richard Saage und Gerhard Göhler.
Von 1988 bis 1992 hatte sie verschiedene Tätigkeiten, so war sie Mitarbeiterin bei der Briefedition Joachim Ringelnatz
(Universität Köln; Lehrstuhl für neuere Literatur), dem Lehrbuchprojekt „Parlamentslehre“ (Uni Köln und FU Berlin), sowie der Strukturkommission für Politikwissenschaft und Soziologie der Universität Potsdam.
Von 1992 bis 1997 war sie Wissenschaftliche Mitarbeiterin an der Universität Halle-Wittenberg, Institut für Politikwissenschaft (Lehrstuhl für politische Philosophie).

Die Burg Großbodungen

Die Kemenate Großbodungen

Gemeinsam mit ihrem Ehemann Raban Graf von Westphalen gründete sie 1998 die „Galerie in der Burg“ zur Durchführung von Ausstellungen und kultureller Veranstaltungen. Die Galerie war in den ersten Jahren in der Burg Großbodungen untergebracht, wegen der großen Nachfrage nach Veranstaltungen wurde die Galerie 2005 in der zur Burg gehörigen Kemenate Großbodungen neu eingerichtet.
Bis zur Schließung zum 31. Dezember 2018 wurden in der Galerie mehr als 400 Veranstaltungen und 60 Ausstellungen durchgeführt. Gezeigt wurden u. a. Kunstschauen von Jost Heyder, Max Lingner, Gerd Mackensen, Otto Paetz, Ronald Paris, Heinz Scharr und Willi Sitte.
Von 1999 bis 2004 war Gerlinde Gräfin von Westphalen für die SPD Mitglied im Kreistag des Landkreises Eichsfeld. 2009 war sie für die Freien Wähler im Kreistag. Nach der erfolgreichen Wahl 2014 trat sie dort aus und schloss sich der Fraktion Die Linke als Hospitantin an. 
Zudem war sie von 2016 bis 2019 Mitglied im Aufsichtsrat der Eichsfeldwerke im Heilbad Heiligenstadt und von 2017 bis 2019 stellvertretende Vorsitzende der Thüringer Landesgruppe der Deutschen Burgenvereinigung.
Heute ist Gerlinde Gräfin von Westphalen freischaffend tätig als Publizistin sowie im Bereich der Kulturberatung und des Kulturmanagement aktiv.

## Ehrenamtliches Engagement (Auswahl)
- Seit 1997 Mitglied der Deutschen Burgenvereinigung und von 2017 bis 2019 stellv. Vorsitzende der Thüringer Landesgruppe (DBV)
- 1999 bis 2004 und 2009 bis 2019 Mitglied im Kreistag des Landkreises Eichfeld
- 2004 Gründungsmitglied des 2021 aufgelösten Burgforum e. V.
- Seit 2005 Mitglied Soroptimist International Deutschland
- Seit 2006 Mitglied im Förderverein Park Hohenrode Nordhausen
- 2016 bis 2019 Mitglied im Aufsichtsrat der Eichsfeldwerke (EW)

## Publikationen (Auswahl)
Alle Veröffentlichungen – soweit nicht anders vermerkt – publiziert unter dem Geburtsnamen „Gerlinde Sommer“
- Die nichttechnischen Studienanteile im ingenieurwissenschaftlichen Ausbildungssystem in Deutschland unter besonderer Berücksichtigung der Technikfolgen-Abschätzung. Auswertung einer empirischen Erhebung (= Arbeitspapiere der Gesellschaft für Technikfolgen-Abschätzung - GfT -Heft 1). Köln 1991.[A 3]
- Nichttechnische Studienanteile im deutschen Ingenieurstudium. In: Else Fricke (Hrsg.), Interdisziplinäre Technikforschung und Ingenieurausbildung. Konzepte und Erfahrungen aus Deutschland, Österreich und den USA (=Forum humane Technikgestaltung 6, hg. v. d. Friedrich-Ebert-Stiftung). Bonn 1992, S. 27 ff.
- Verantwortung als demokratischer Verfassungsgrundsatz: Grundrechte, Repräsentation, Volkssouveränität und Gewaltenteilung. In: Raban Graf von Westphalen (Hrsg.), Parlamentslehre. Das parlamentarische Regierungssystem im technischen Zeitalter. München 1993, S. 4 ff.; 2. durchgeseh. Aufl. 1996.
- Organisation der Parlamente – historische Grundlagen und aktuelle Ausformungen. In: Raban Graf von Westphalen (Hrsg.), Parlamentslehre. Das parlamentarische Regierungssystem im technischen Zeitalter. München 1993, S. 81 ff.[A 4]
- Problemstellungen der Industriegesellschaft. In: Raban Graf von Westphalen (Hrsg.), Parlamentslehre. Das parlamentarische Regierungssystem im technischen Zeitalter. München 1993, S. 529 ff.[A 4]
- German Engineering Education in Transition? The Role and Function of Non-technical Studies. In: Technology in Society, Vol. 15 (1993), S. 449 ff.[A 4]
- Technikfolgen-Abschätzung als Instrument politischer Techniksteuerung. Versuch einer Bilanz 1994. In: Raban Graf von Westphalen (Hrsg.), Technikfolgen-Abschätzung als politische Aufgabe. München, 2. Aufl. 1994, S. 434 ff.[A 4]
- Zur Tragweite der Diktaturen im 20. Jahrhundert für die Gegenwart. In: Richard Saage (Hrsg.), Das Scheitern diktatorischer Legitimationsmuster und die Zukunftsfähigkeit der Demokratie. Berlin 1995, S. 347 ff.
- Institutionelle Verantwortung. Grundlagen einer Theorie politischer Institutionen. Oldenbourg Verlag, München 1997, ISBN 978-3-486-24099-3.
- Burg und Dorf Grossbodungen in ihrer Geschichte. Großbodungen 1997 (veröffentlicht unter: Gerlinde von Westphalen).
- Technik und institutionelle Verantwortung. In: Raban Graf von Westphalen (Hrsg.), Technikfolgenabschätzung als politische Aufgabe. München, 3., gänzl. rev. und erw. Aufl. 1997.[A 4]
- Am Rande des Eichsfeldes – die Burg in Grossbodungen. In: Burgen und Schlösser. 39/1998, S. 35 ff. (veröffentlicht unter: Gerlinde von Westphalen).
- Die Herren von Bodungen. Zur Geschichte einer alten eichsfeldischen Adelsfamilie. In: Eichfeld-Jahrbuch 7, 1999, S. 222–236.
- Hrsg. / Autor: Staatsbürgerlexikon. R. Oldenbourg Verlag, München 1999.[A 5]
- Verantwortung als demokratisches Staatsprinzip. In: Raban Graf von Westphalen (Hrsg.), Deutsches Regierungssystem. Oldenbourg Verlag, München 2001, S. 99 ff.
- Die Burg in Großbodungen. Zur Geschichte eines Denkmals im Eichsfeld. Galerie in der Burg, Grossbodungen 2003, Neuaufl., überarb. und veränd. Fassung 2011, ISBN 978-3-00-013062-5, (veröffentlicht unter: Gerlinde Gräfin von Westphalen).
- Die letzte Fürstin: Anna Luise von Schwarzburg. Jenzig Verlag, Jena 2005, 4. aktualisierte Auflage 2015, ISBN 978-3-91014-172-8, (veröffentlicht unter: Gerlinde Gräfin von Westphalen).
- Gerlinde Gräfin von Westphalen: 1124–2014: 890 Jahre urkundliche Ersterwähnung Großbodungens. Bodunger Beiträge (Sonderheft),  Großbodungen 2014, ISSN 1610-8698
- Raban Graf von Westphalen/Gerlinde Gräfin von Westphalen (Hrsg.): Zwei Frauen aus Helmern – Die Malerin Wisa Gräfin von Westphalen und die Äbtissin Benedicta Freiin  von Spiegel-Peckelsheim OSB. In: Bodunger Beiträge, Heft 16, Großbodungen 2018, ISSN 1610-8698
- Lady Abbess – Benedicta von Spiegel. Politische Ordensfrau in der NS-Zeit. Aschendorff Verlag, Münster 2022, ISBN 978-3-40224-914-7.
- Gerlinde Gräfin von Westphalen, Raban Graf von Westphalen (Hrsg.): Wisa von Westphalen. „Wie schön müsste es sein zu malen.“ Leben und Werk. (Westphalen'sche Beiträge, Bd. 4), BoD,  Norderstedt 2023, ISBN  978-3-75785-295-5.

Als Herausgeber
- Wilhelm von Westphalen: In diesem Käfig sitzen wir zu fünft. Briefe aus dem Wehrmachtgefängnis Fort Zinna / Torgau 1944 an die Verlobte Aloysia von Spiegel. Hrsg. Gerlinde Gräfin von Westphalen, Raban Graf von Westphalen, Paderborn 2023, ISBN 978-3-75780-642-2.

## Ausstellungen (Auswahl)
Gräfin von Westphalen war Kuratorin u. a. folgender Ausstellungen:
- 2003: Zisterzienserklöster in Europa – anlässlich des 850. Todesjahres von Bernhard von Clairvaux
- 2004: Die Tabulae Anatomicae des Anatomen und Goethefreundes Justus Christian Loder
- 2004: Die letzte Fürstin – Anna Luise von Schwarzburg (Teilprojekt der Thüringer Landesausstellung zur Residenzkultur)
- 2006: Gefährliche Machwerke – Zeitschriften und Bücher der DDR-Opposition
- 2007: Die Heilige Elisabeth von Thüringen: Erst im Gedächtnis formt sich die Wirklichkeit (Teilprojekt der Thüringer Landesausstellung zur Hl. Elisabeth)
- 2008: Engel in der Kunstgeschichte
- 2009: Die utopischen Indianerstädte der Jesuiten in den Urwäldern Südamerikas
- 2009: Kunst aus der DDR
- 2010: Töpferkunst in Thüringen
- 2012: SIAM 1862 – Ausstellung anlässlich 150 Jahre Thai-Deutsche diplomatische Beziehungen
- 2015: Deutsche Kolonien in der Südsee
- 2017: Reformation – Aufbruch in die Neuzeit

## Preise und Auszeichnungen
- 2011: Stiftungspreis der Deutschen Burgenvereinigung für die Erhaltung, Sanierung und Restaurierung der Burg Großbodungen und Kemenate Großbodungen.[9]
- 2016: Nominiert für den Emily Roebling Preis der IHK Erfurt.[10]